# Chris Johnson (giocatore di football americano 1985)
Christopher Duan Johnson, detto Chris (Orlando, 23 settembre 1985), è un ex giocatore di football americano statunitense che ha militato nel ruolo di running back nella National Football League (NFL). Fu scelto nel corso del primo giro (24º assoluto) del Draft NFL 2008 dai Tennessee Titans. Al college ha giocato a football ad East Carolina.

## Carriera universitaria
Al college, Johnson giocò con gli East Carolina Pirates, squadra rappresentativa dell'Università di East Carolina, con cui, nella sua stagione da senior, accumulò 2.960 yard totali e 24 touchdown.

## Carriera professionistica

### Tennessee Titans

#### Stagione 2008

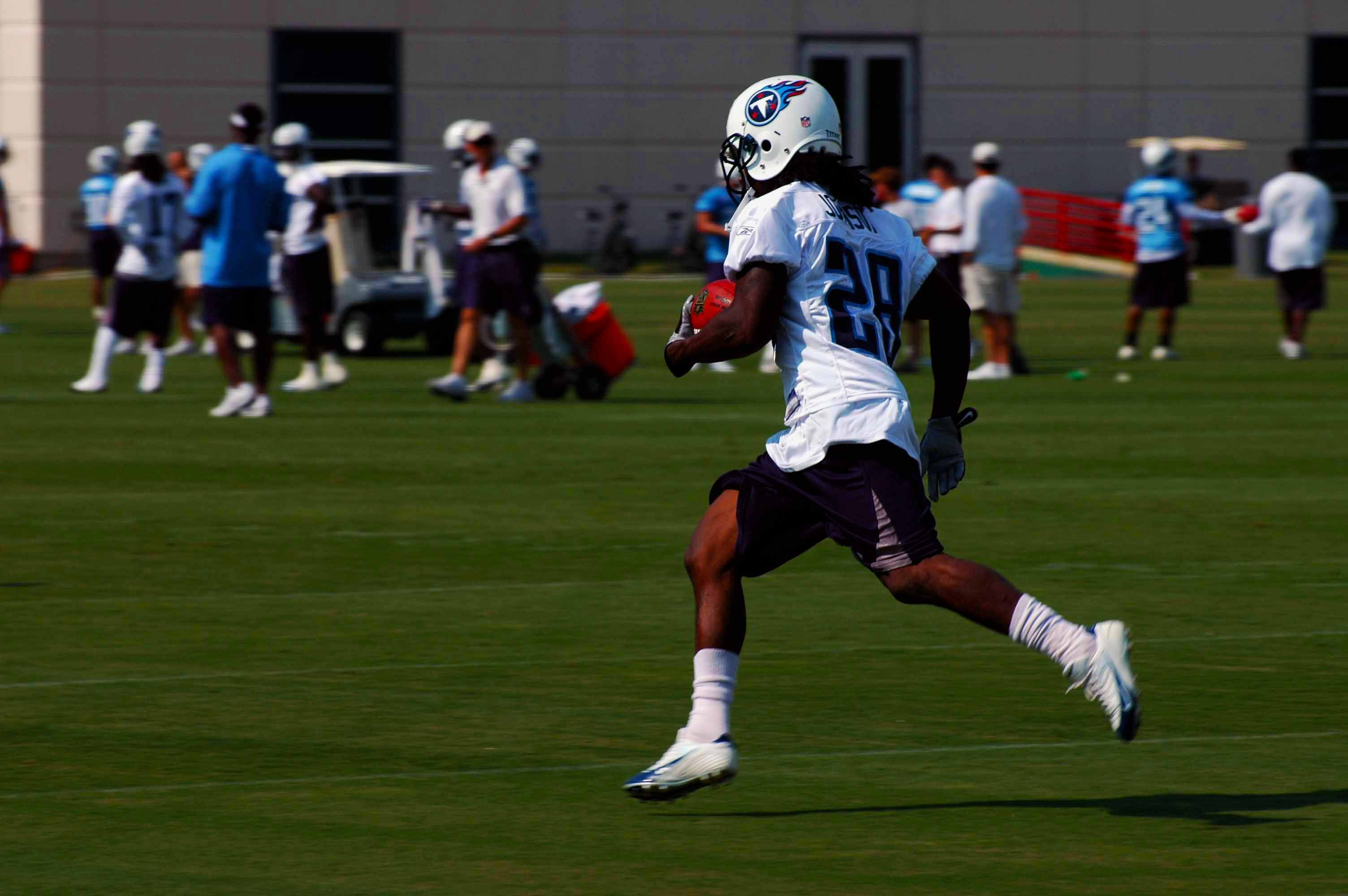
Johnson nel training camp.

Al Draft 2008, Johnson fu selezionato come 24ª scelta assoluta dai Titans. Il 26 luglio 2008 firmò un contratto di 5 anni per un totale di 12 milioni di dollari, di cui 7 garantiti. Il debutto da professionista avvenne il 7 settembre 2008 contro i Jacksonville Jaguars: i Titans vinsero 17–10 e Johnson corse per 93 yard su 15 portate, oltre a 3 ricezioni per 34 yard e un touchdown. Solamente nella seconda gara in carriera, Johnson corse 109 yard su 19 possessi, compresa una corsa da 51 yard, oltre a 2 ricezioni per 12 yard.

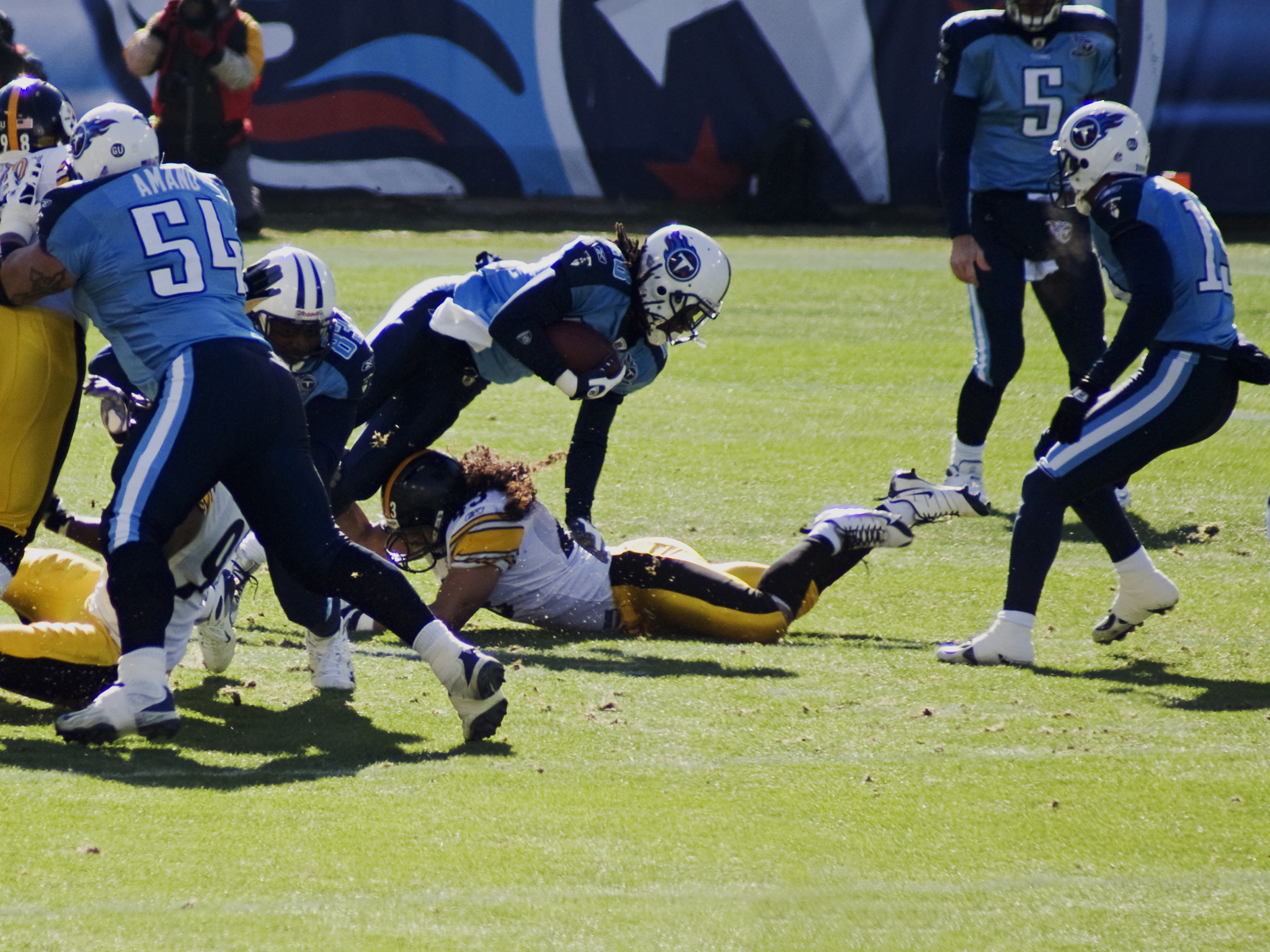
Johnson placcato da Troy Polamalu nel match del contro Pittsburgh.

Il 28 settembre 2008, Johnson segnò il suo primo touchdown su corsa della carriera contro i Minnesota Vikings. Johnson terminò la gara con 75 yard totali (61 corse, 14 ricevute) e 2 touchdown. Nella sua sesta gara nella NFL, Johnson corse per 168 yard e un touchdown su soli 18 possessi contro i Kansas City Chiefs, il 19 ottobre 2008. Johnson terminò la stagione con 1.228 yard corse in 251 possessi, ad una media di 4,9 yard a portata, e con 43 ricezioni per 260 yard, per un totale di 10 touchdown in 15 partite. Egli guidò tutti i rookie con una media di 81,9 yard corse a partita, giunse secondo dietro Matt Ryan nella corsa al premio di rookie offensivo dell'anno e fu convocato per il suo primo Pro Bowl.

#### Stagione 2009

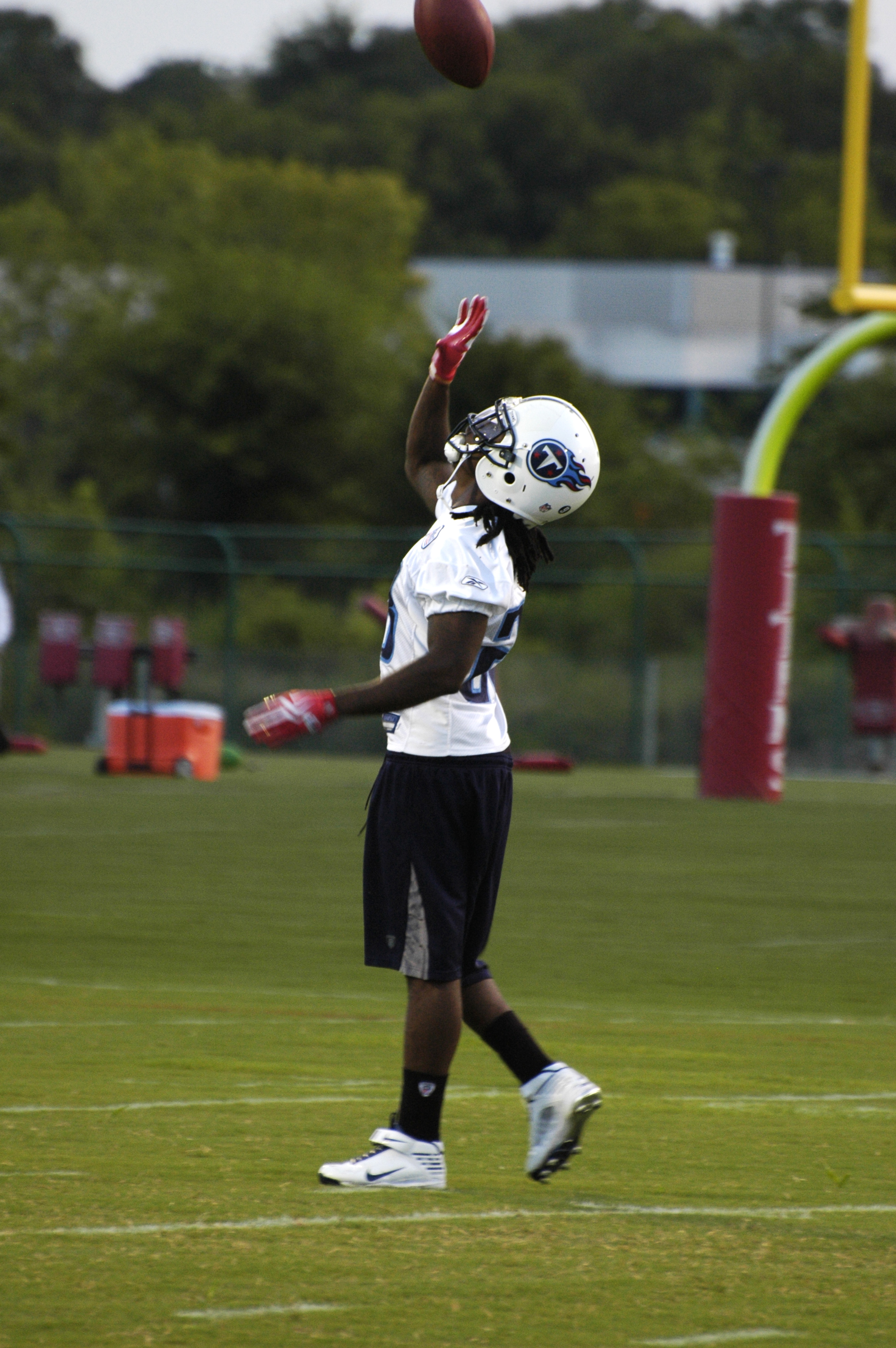
Johnson nel training camp 2009 dei Titans.

La stagione 2009 di Chris Johnson è considerata una delle migliori della storia della NFL per un running back. Egli corse 2.006 yard diventando uno dei soli 7 giocatori della storia ad aver tagliato il traguardo delle duemila yard in una singola annata. Chris mantenne una media di 5,6 yard corse a possesso e 125,4 yard a partita. Le sue 2.509 yard totali dalla linea di scrimmage superarono il record NFL stagionale di Marshall Faulk. Per queste prestazioni fu nominato Miglior giocatore offensivo dell'anno della NFL ed i media iniziarono a soprannominarlo "CJ2K", soprannome che in seguito passò in disuso dopo il calo di prestazioni a seguito del suo rinnovo contrattuale.

#### Stagione 2010
Johnson iniziò la stagione 2010 contro gli Oakland Raiders all'LP Field. Nel secondo quarto segnò un touchdown dopo una corsa da 76 yard, ripetendosi nel terzo periodo con un'altra corsa da 3 yard. Johnson ebbe una partenza lenta nella gara ma terminò con 142 yard corse in 27 possessi, a una media di 5,3 yard a corsa.
La settimana successiva, i Titans si scontrarono con i Pittsburgh Steelers, i quali posero fine alla striscia di gare consecutive da oltre 100 yard corse stabilita fin lì da Johnson, che non riuscì ad andare oltre le 34 yard su corsa. Va comunque detto che Johnson in quella garà segnò un touchdown da 85 yard che gli venne però annullato a causa di una penalità per holding (trattenuta). Nel turno seguente, contro i New York Giants, Johnson corse 124 yard in 34 portate. Superò nuovamente le 100 yard contro i Dallas Cowboys ottenendone 131 insieme a due touchdown, compreso quello della vittoria a 3 minuti e 28 secondi dal termine. Dopo delle prestazioni negative contro Houston Texans e Jacksonville Jaguars, Johnson riprese con 110 yard e un touchdown contro i Colts. Il 14 gennaio 2011, Johnson fu convocato per il terzo Pro Bowl in altrettanti anni di carriera.

#### Stagione 2011

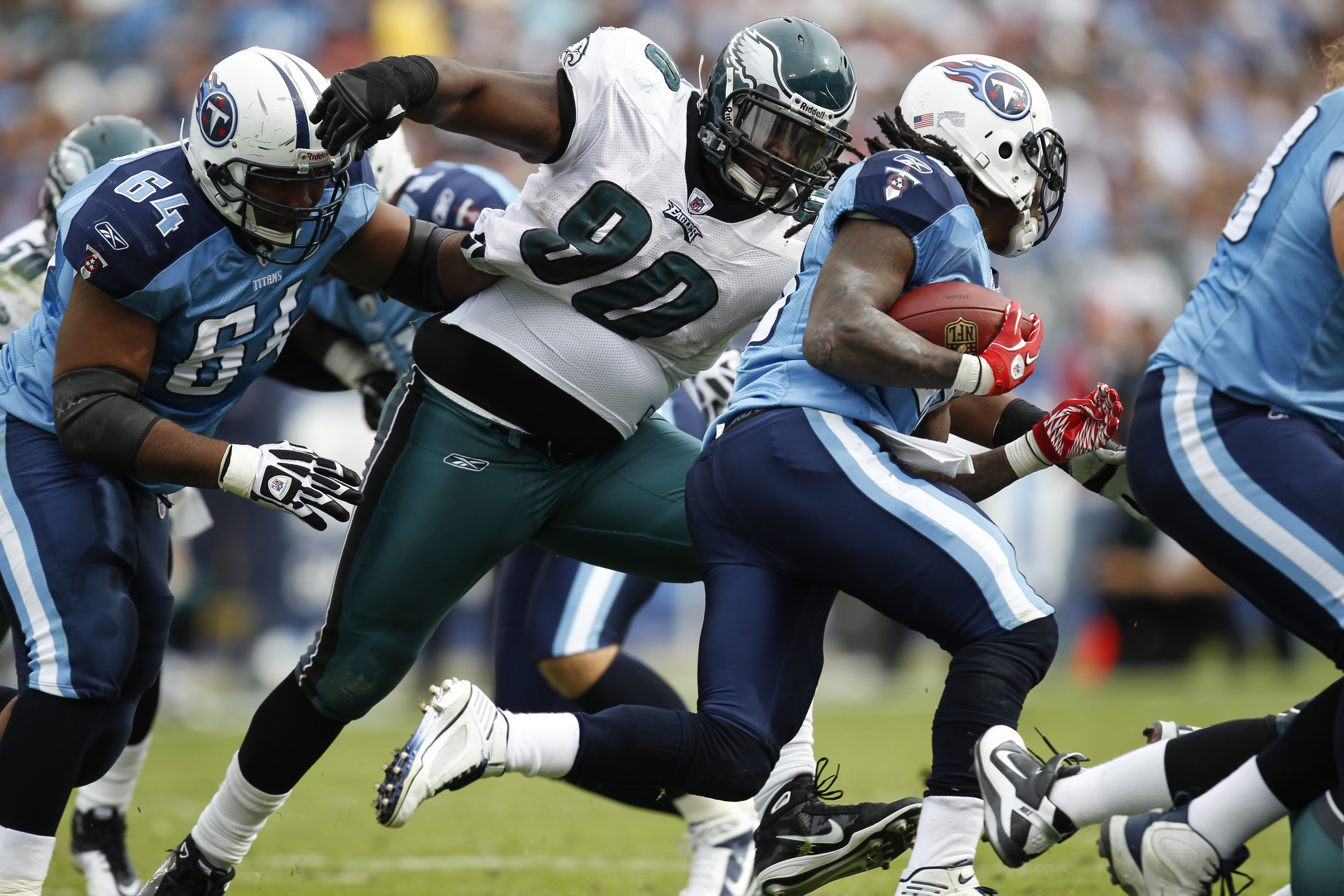
Johnson in azione contro gli Eagles nel.

Dopo aver saltato tutto il training camp 2011 per una disputa contrattuale, il 1º settembre 2011, Chris firmò un'estensione contrattuale di 4 anni, per un totale di 53,5 milioni di dollari, di cui 30 garantiti.
Johnson disputò però la peggior stagione della carriera, segnando un solo touchdown nei primi tre mesi di gioco, facendo affiorare persino voci di un possibile divorzio con i Titans.
Il finale di stagione fu comunque in crescendo, tanto che Johnson riuscì a superare quota 1.000 yard corse per il quarto anno consecutivo, oltre a mettere a referto complessivamente 4 touchdown su corsa.

#### Stagione 2012
Per il secondo anno consecutivo Johnson ebbe un inizio di stagione disastroso nella stagione 2012, ma si rifece nella settimana 4 quando corse per 141 yard, più che triplicando le yard totali corse nelle tre gare precedenti. Nel turno successivo, perso contro i Vikings, Chris tornò a faticare correndo solamente 24 yard in 15 tentativi, ma già nel Thursday Night successivo, in cui i Titans batterono a sorpresa gli Steelers, Chris tornò a giocare su buoni livelli correndo 91 yard in 19 tentativi.
Nella settimana 7, Johnson disputò una partita strepitosa correndo 195 yard e segnando due touchdown nella vittoria al cardiopalma in casa dei Buffalo Bills. Per questa prestazione vinse per la terza volta in carriera il premio di miglior running back della settimana. Nella settimana 8 i Titans, dopo essere stati in vantaggio per la maggior parte della partita, persero ai supplementari coi Colts: Johnson corse in quell'occasione per 99 yard.
Nella settimana 9 i Titans persero la terza gara consecutiva con Johnson che corse 141 yard, la maggior parte delle quali accumulate con un touchdown da 80 yard nel finale di partita che rese meno amaro il passivo della sua squadra . I Titans si rifecero nel turno successivo infliggendo ai Miami Dolphins la loro peggior sconfitta casalinga dal 1968 con un 37-3. Chris corse 126 yard e segnò un touchdown.
Nella settimana 15, Johnson segnò il touchdown su corsa più lungo (94 yard) dal 2006 dell'intera NFL, stabilendo anche il record di franchigia dei Titans. La sua partita si concluse con 124 yard corse e la quinta vittoria stagionale della sua squadra. L'ultima gara dell'anno fu una vittoria sui Jaguars in cui corse 56 yard e segnò un touchdown. A fine anno fu classificato al numero 62 nella classifica dei migliori cento giocatori della stagione.

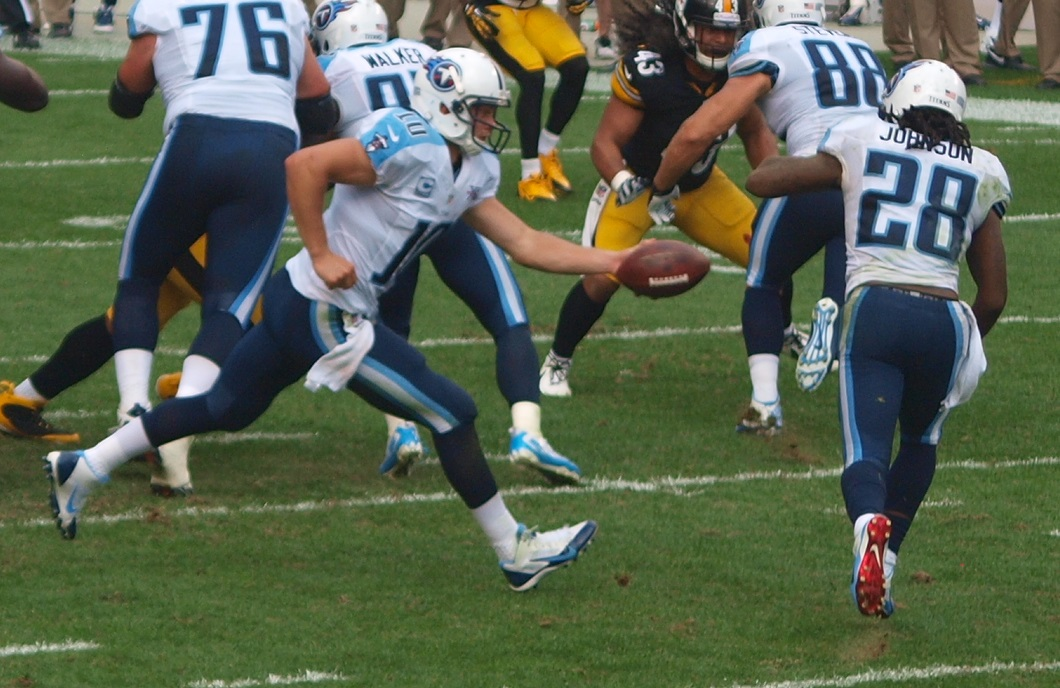
Johnson mentre riceve il pallone da Jake Locker contro gli Steelers nel debutto della stagione 2013.

#### Stagione 2013
Johnson segnò il primo touchdown della stagione solamente nella settimana 5 su ricezione dal quarterback di riserva Ryan Fitzpatrick. Il secondo lo segnò due settimane dopo ancora su ricezione contro i 49ers. Nella vittoria della settimana 9 contro i Rams disputò fino a quel momento la miglior prestazione stagionale correndo 150 yard e segnando due touchdown, venendo premiato per la quarta volta in carriera come running back della settimana. Altri due touchdown li segnò due settimane dopo ma Tennessee fu sconfitta da Indianapolis nella gara del giovedì notte. Nella rivincita contro i Colts della settimana 13 segnò un touchdown su ricezione ma Tennessee uscì ancora sconfitta. Nell'ultima gara della stagione, Chris corse 127 yard e segnò un touchdown nella vittoria sui Texans. Per la sesta annata consecutiva superò le mille yard corse stagionali, terminando con 6 touchdown su corsa e 4 su ricezione.
Il 4 aprile 2014, Johnson fu svincolato dai Titans dopo sei stagioni.

### New York Jets
Il 16 aprile 2014, Johnson divenne ufficialmente un giocatore dei New York Jets, con i quali firmò un contratto biennale del valore di 8 milioni di dollari. Nella prima partita con la nuova maglia, vinta contro i Raiders, corse 68 yard su 13 tentativi e segnò un touchdown su ricezione. Il primo su corsa lo segnò nella settimana 4 nella sconfitta casalinga contro i Lions. A partire da quella gara Johnson cominciò ad essere impiegato in un numero minore di snap come riserva di Chris Ivory tanto da superare quota 100 yard corse in una sola gara, contro i Dolphins nella settimana 13, quando corse per 105 yard in 17 portate ad una media di 6,2 yard a tentativo.
La sua stagione si chiuse con 663 yard corse in 155 portate e 151 ricevute in 24 ricezioni, per un totale di 2 touchdown in 16 partite, delle quali solo 6 disputate da titolare. Johnson così, per la prima volta in 7 anni tra i professionisti, disputò una stagione con meno di 1.000 yard corse. Il 15 febbraio 2015 i Jets decisero di non esercitare l'opzione per il rinnovo contrattuale di una seconda stagione, lasciando così a Johnson il compito di trovarsi una nuova sistemazione.

### Arizona Cardinals
Il 17 agosto 2015, Johnson firmò un contratto annuale del valore di 2 milioni di dollari con gli Arizona Cardinals. Il 13 settembre debuttò in stagione regolare con la nuova maglia mettendo a referto 37 yard corse in 10 portate nel match casalingo vinto dai Cardinals 31-19 sui Saints. La settimana seguente, in cui i Cardinals conseguirono una seconda vittoria per 48-23 in casa dei Bears, complice anche un infortunio occorso al compagno di squadra Andre Ellington nella gara precedente, Johnson scese in campo come titolare correndo per 72 yard in 20 portate. Sette giorni dopo segnò le prime due marcature, guidando i suoi con 110 yard corse, nella vittoria sui 49ers che mantenne i Cardinals imbattuti.
La terza e ultima marcatura stagionale, Johnson la segnò nel Monday Night Football della settimana 7 vinto contro i Ravens, dopo una corsa da 62 yard. Il 29 novembre si fratturò una tibia venendo costretto a chiudere la stagione con cinque gare di anticipo. Complessivamente, in 11 partite guidò la squadra con 814 yard corse.
Dopo essere stato svincolato prima della stagione regolare 2017, Johnson rifirmò coi Cardinals il 12 settembre 2017 in seguito all'infortunio di David Johnson. Fu nuovamente svincolato il 10 ottobre 2017 poche ore dopo la firma di Adrian Peterson.

## Record

### Record NFL
Nell'arco della sua carriera professionistica, Johnson ha stabilito o eguagliato i seguenti record di lega:
- Maggior numero di yard corse dalla linea di scrimmage in una singola stagione: 2.509 (2009)
- Maggior numero di partite consecutive da 125 o più yard corse e media da almeno 5.0: 6 (2009)
- Maggior numero di touchdown su corsa da 80 o più yard messi a segno in una singola stagione: 3 (2009, 2012)
- Maggior numero di touchdown su corsa da 85 o più yard messi a segno in carriera: 4 (2009-12)
- Unico giocatore ad aver corso per almeno 2.000 yard ed aver ricevuto per almeno 500 yard in una singola stagione (2009)
- Unico giocatore ad aver segnato un touchdown su corsa da almeno 80 in ognuna delle prime 6 stagioni (2008-13)
- Unico giocatore ad aver segnato un touchdown da almeno 50 (corsa da 57 yard), 60 (ricezione da 67 yard) e 80 (corsa da 91 yard) yard nella stessa partita (contro Houston il 20 settembre 2009)

### Record di franchigia
Nell'arco della sua carriera professionistica, Johnson ha stabilito o eguagliato i seguenti record di franchigia degli Oilers/Titans:
- Maggior numero di yard corse in una singola stagione: 2.009 (2009)
- Maggior numero di yard corse in una singola gara: 228 (contro Jacksonville il 1º novembre 2009)
- Maggior numero di stagioni consecutive da 1.000 o più yard: 6 (2008-13)
- Maggior numero di partite da 100 o più yard corse in carriera: 12 (2009)
- Maggior numero di partite consecutive da 100 o più yard corse in carriera: 12 (2009)
- Miglior media in yard corse a portata in carriera: 4,57 (2008-13)
- Miglior media in yard corse a portata in una singola stagione: 5,60 (2009)
- Corsa più lunga: 94 yard (contro New York il 17 dicembre 2012)

Fonte: Chris Johnson - NFL.com Archiviato il 19 aprile 2014 in Internet Archive., The 2014 Tennessee Titans Media Guide, Official 2012 National Football League Record & FactBook

## Palmarès
- Miglior giocatore offensivo dell'anno della NFL: 1

2009
- Convocazioni al Pro Bowl: 3

2008, 2009, 2010
- First-team All-Pro: 1

2009
- Running back dell'anno: 1

2009
- NFL Alumni Running back dell'anno: 1

2009
- ESPY Award - Best Breakthrough Athlete: 1

2010
- Pepsi NFL Rookie della settimana: 2

7ª e 9ª della stagione 2008
- Running back della settimana: 4

8ª e 12ª settimana della stagione 2009, 7ª settimana della stagione 2012, 9ª settimana della stagione 2013
- Giocatore offensivo del mese della AFC: 1

novembre 2009
- Giocatore offensivo della settimana della AFC: 4

8ª settimana della stagione 2009, 5ª settimana della stagione 2010, 12ª settimana della stagione 2011, 7ª settimana della stagione 2012
- Rookie del mese della NFL: 1

settembre 2008
- PFWA All-Rookie Team - 2008
- Leader in yard corse della NFL: 1

2009
- Club delle 2.000 yard corse in una stagione

## Statistiche
Fonte: NFL.com
|        |                  | Corse | Corse | Corse  | Corse | Corse  | Corse | Corse | Ricezioni | Ricezioni | Ricezioni | Ricezioni | Fumble | Fumble | Totale | Totale |
| Anno   | Squadra          | P     | Ten   | Yard   | Media | Y/P    | Max   | TD    | Ric       | Yard      | Max       | TD        | Fum    | Persi  | Scrim  | TDT    |
| ------ | ---------------- | ----- | ----- | ------ | ----- | ------ | ----- | ----- | --------- | --------- | --------- | --------- | ------ | ------ | ------ | ------ |
| 2008   | Tennessee Titans | 15    | 251   | 1.228  | 4,9   | 81,9   | 66    | 9     | 43        | 260       | 25        | 1         | 1      | 1      | 1.488  | 10     |
| 2009   | Tennessee Titans | 16    | 358†  | 2.006† | 5,6†  | 125,4† | 91†   | 14    | 50        | 503       | 69T       | 2         | 3      | 3      | 2.509† | 16     |
| 2010   | Tennessee Titans | 16    | 316   | 1.364  | 4,3   | 85,2   | 76    | 11    | 44        | 245       | 25        | 1         | 3      | 2      | 1.609  | 12     |
| 2011   | Tennessee Titans | 16    | 262   | 1.047  | 4,0   | 65,4   | 48    | 4     | 57        | 418       | 34        | 0         | 3      | 1      | 1.465  | 4      |
| 2012   | Tennessee Titans | 16    | 276   | 1.243  | 4,5   | 82,8   | 94†   | 6     | 34        | 219       | 22        | 0         | 5      | 4      | 1.475  | 6      |
| 2013   | Tennessee Titans | 16    | 279   | 1.077  | 3,9   | 67,3   | 30T   | 6     | 42        | 345       | 66T       | 4         | 3      | 2      | 1.422  | 10     |
| 2014   | New York Jets    | 16    | 155   | 663    | 4,3   | 41,4   | 47    | 1     | 24        | 151       | 26        | 1         | 1      | 1      | 814    | 2      |
| Totale | Totale           | 111   | 1.897 | 8.628  | 4,57  | 77,7   | 94    | 51    | 296       | 2.154     | 69T       | 9         | 19     | 14     | 10.782 | 60     |

† Record NFL
† Leader stagionale NFL
† Record di franchigia dei Titans
Statistiche aggiornate alla stagione 2014